# Thomas Warner
Le capitaine Thomas Warner (1580 – 1649), gentilhomme anglais du Suffolk, est un explorateur et militaire britannique, le premier à implanter une colonie britannique sur l'île de Saint-Christophe-et-Niévès.

## Biographie
Thomas Warner, né dans le Suffolk en 1580, est entré tôt dans l’armée et a fréquenté Sir Walter Raleigh, l’explorateur anglais du XVIe siècle. Capitaine des gardes du Roi d’Angleterre, de par la confiance qu’il inspirait, il est devenu lieutenant de la Tour de Londres.
Il accompagna Roger North, ancien lieutenant de Walter Raleigh, dans une expédition de 120 personnes, qui quittèrent Plymouth à la fin avril 1620 et arrivèrent sept semaines plus tard au Brésil, près de l’embouchure de l’Amazone.
Cette installation dans la zone de l’Amazone fut cependant condamnée par Jacques Ier d'Angleterre car elle risquait de déclencher des conflits avec les Portugais et les Espagnols, donc elle ne fut plus ravitaillée. Lors de cette aventure, Thomas Warner comprit qu’il lui serait beaucoup plus facile de créer une colonie et de planter du tabac dans une des îles des Petites Antilles, celles-ci étant désertées par les Espagnols car hors de leurs lignes maritimes régulières et déjà fort occupés à administrer les grandes îles (Cuba, Porto-Rico, la Jamaïque, Hispaniola), et leurs colonies de leur empire d'Amérique du Sud et de Nouvelle Espagne.
En 1624, le capitaine Thomas Warner, Ralph Merrifield, et 16 autres Anglais (dont son fils Edward, âgé de 13 ans) s'établirent à Saint-Christophe, où il nouent des relations d’amitiés avec le chef de la population locale d’indiens Kalinago, l'Ouboutou (grand chef) "Tegremante". Quelques mois plus tard, ils sont rejoints par une expédition menée par le français Pierre Belain d'Esnambuc qui cherche un refuge pour réparer son navire après un combat contre des vaisseaux espagnols. 
Par la suite, le roi Charles Ier d'Angleterre missionna Warner pour coloniser les îles de Saint-Christophe, Niévès, La Barbade et Montserrat. Il est ainsi l'un des officiers qui a participé à l'installation irlandaise à Montserrat, autre petite île de ce secteur des Antilles, qui accueillera des colons irlandais. En 1626, il est exproprié par le roi au bénéfice d'une nouvelle société attribuée à James Hay (1er comte de Carlisle). Il a cependant obtenu de lord Thomas Wentworth (représentant du roi Charles Ier d'Angleterre en Irlande),  de bénéficier de "contrats sur le tabac » importé, à des taux jugés "intéressants".
Après sa mort, son fils homonyme, né d’une liaison avec une amérindienne et surnommé « Indian Warner », fut humilié par sa belle-mère et traité comme un esclave ce qui déclencha sa fuite, et l’amena à rejoindre les indiens caraïbes dans l’île de la Dominique, où sa mère était retournée. Il devint un chef militaire caraïbe, combattit les colons français et dirigea le massacre des colons de la Grenade à la fin des années 1650. Il fut également cité lors du massacre des français de Marie-Galante par les indiens caraïbes en 1653, en représailles à un premier massacre des indiens y vivant par les français, selon les écrits de Du Tertre de 1653. À la suite de cette révolte, la Dominique, et Saint-Vincent furent considérés comme territoires neutres. Son demi-frère Philipp Warner, devint plus tard gouverneur de Montserrat puis d’Antigua et le fit assassiner en 1674, après l’avoir enivré.